# Hypognatha ituara
Hypognatha ituara Levi, 1996 è un ragno appartenente alla famiglia Araneidae.

## Etimologia
Il nome della specie è il risultato di un'arbitraria combinazione di lettere, simile ad un anagramma del nome della località brasiliana di rinvenimento: Utiariti

## Caratteristiche
Il paratipo femminile rinvenuto ha dimensioni: cefalotorace lungo 1,51mm, largo 1,22mm; opistosoma lungo 2,8mm, largo 2,9mm.

## Distribuzione
La specie è stata reperita nel Brasile centrale: nei pressi della località di Utiariti, nello stato del Mato Grosso.

## Tassonomia
Al 2014 non sono note sottospecie e dal 1996 non sono stati esaminati nuovi esemplari.